# アルティメット

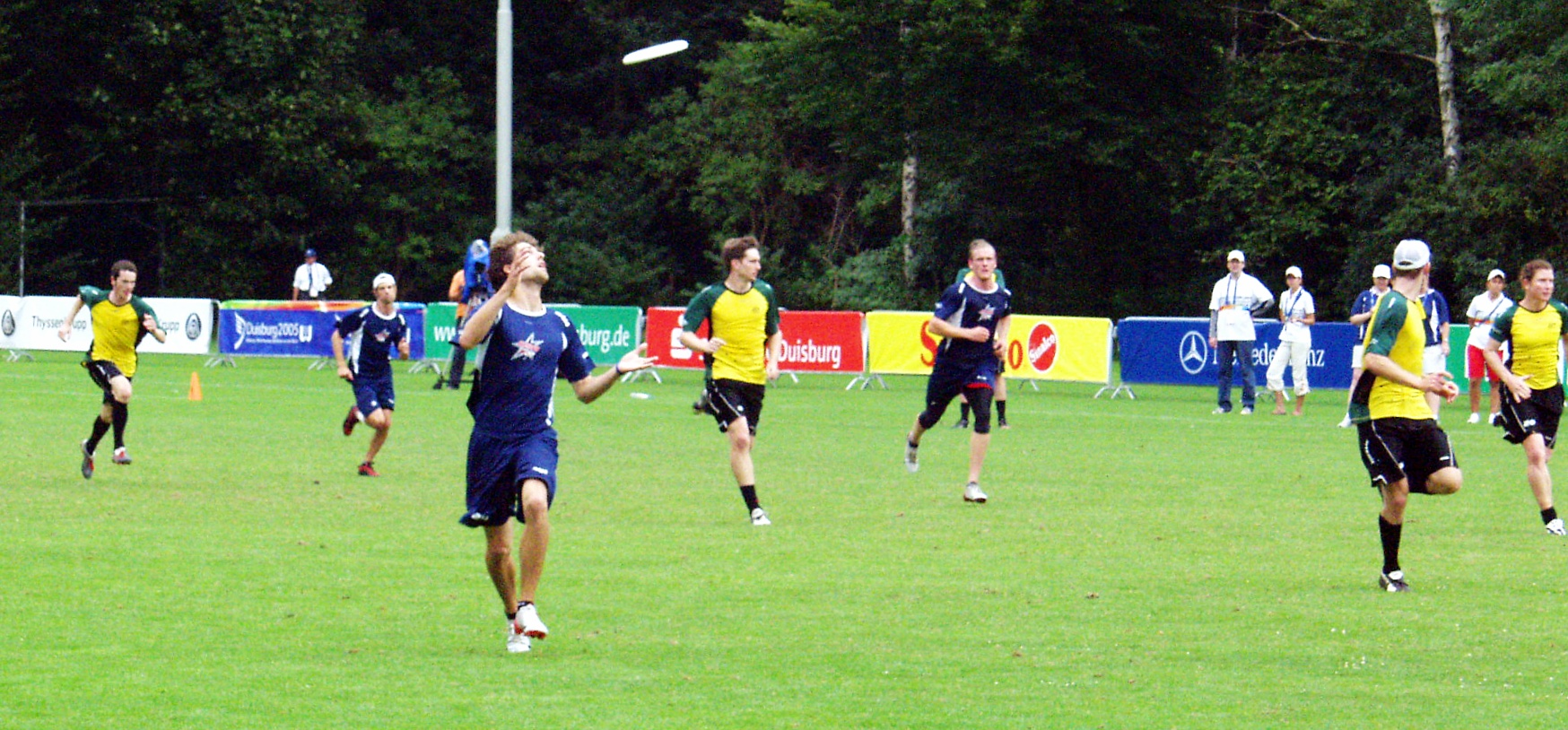
アルティメットの試合（オーストラリア対アメリカ、ワールドゲームズ2005）

アルティメット（ultimate）は、100m×37m（フィールドの両端から18m以内はエンドゾーンと呼ばれる）のフィールド内を、7人ずつ敵、味方に分かれて一枚のディスクをパスしながら運び、エンドゾーンを目指す競技フライングディスクの団体競技。
バスケットボールとアメリカンフットボールを合わせた様な競技で、フライングディスク（いわゆるフリスビー）を用いる。相手の陣地のエンドゾーン内でパスをキャッチすると得点（1点）となる。また、68m×23m（エンドゾーン14m）のフィールドで行われる5人制の競技、砂の上で行われるビーチアルティメット、車椅子アルティメットもある。
アルティメットとは英語で「究極」という意味であり、フライングディスク競技の中で走る・投げる・跳ぶといった様々な能力が要求され、名前の通り究極のスポーツであるということから名付けられた。一方で日本フライングディスク協会は球技にはないディスクの飛行特性を利用すること、スピードや持久力を必要とすること、スピリット・オブ・ザ・ゲーム（Spirit of the game）という基本理念に基づいた自己審判制（セルフジャッジ）を採用していることから究極（ultimate）という名前がつけられたとしている。
1968年にアメリカ合衆国のニュージャージー州メイプルウッド市コロンビア高校の生徒ジョエル・シルバーによって考案されたニュースポーツで、世界選手権や、クラブチーム選手権も行われている。2001年のワールドゲームズの公式種目となった。
2008年発行の日本の中学校学習指導要領解説保健体育編で、ゴール型運動の例としてアルティメットが取り上げられ、学校教育でも普及してきている。国際競技連盟は世界フライングディスク連盟 (WFDF) 。

## 概要
- 試合では、「スピリッツ・オブ・ザ・ゲームズ」という紳士的な基本理念に基づき、審判を置かず、選手同士の判断によるセルフジャッジで行われるのが特徴。
- 女性のみで構成されるウォマンや、ウォマンに所属しない選手で構成されるメン、メンとウォマンが混合で行うミックス、33歳以上のみで構成されるマスターズの各ディビジョン（部門）がある。ワールドゲームズや、ワールドマスターズゲームズなど、主要な国際大会は、ミックスで行われる。
- 大学生から始めるプレーヤーが多く、毎年実施される全日本大学アルティメット選手権大会では、日本体育大学・早稲田大学・慶應義塾大学・上智大学・大阪体育大学・中京大学・近畿大学・京都大学・関西学院大学などが強豪校として日本一を目指して競っている。
- 日本代表チームは、世界選手権大会において、1998年オープン部門、女子部門ともに準優勝となり、世界トップレベルの実力を有している。
- 公式サイズのフライングディスク (27cm,175g) を使っている。

## アルティメットの醍醐味
アルティメット特有のダイビングキャッチ・ダイビングカット
アルティメットではフライングディスクを地面に落としてはならない。そのため、オフェンスはディスクを落とさないためにダイビングキャッチを試みる。野球のダイビングキャッチとの違いは、フライングディスクには浮力があるため、かなり高い位置でのダイビングキャッチが見られるというところにある。また、ディフェンスは同様に野球のヘッドスライディングのごとくダイビングカットを試みる。このダイブはまさに華麗であり、空中での攻防戦がアルティメットの最大の魅力と言える。
ボールではなくフライングディスクを用いることにより広がるオフェンス
ボールは必ず放物線を描き、すぐに落ちる。

## ルール等概要

### 試合時間
- 基本的にはどちらかのチームが決勝点をとるまで試合が続く、以下のタイムキャップと併用されることも多い。ただし国内の大会では試合時間が定められている事もある。

- 予め定められた点数をどちらかのチームが先取すると、その時点でコールドゲームになる。30分なら５点、40分なら10点、50分なら20点といった具合に、時間に基づいて決勝点も変化する。
- ハーフタイムがある場合、決勝点の半分の点（17点なら9点）をとるとハーフタイムになる。

#### タイム制
試合時間が経過した時点で、決勝点に届いていなければ決勝点の再設定を行うシステム。試合時間経過後、最初の得点が入った時点で決着がつかなかった場合、17点を上限として、勝っているチームの得点に２点を加算した得点を決勝点とし、その決勝点を先取したチームの勝利となる。
- リーグ戦などで勝敗数が同じ場合、以下のように順位を決定する。

1. 該当するチーム間の得失点差の多い方を上位とする。
2. 共通する相手チーム全てにおける全試合の得失点差の多い方を上位とする。
3. 該当するチーム間の総得点の多い方を上位とする。
4. 共通する相手チーム全てにおける全試合の得点数の多い方を上位とする。
5. 各チーム一人ずつがゴールラインの後方から遠い方のブリックポイントにディスクを投げ、ディスクの位置がブリックポイントから近い方を上位とする。ディスクを投げる順番は、ディスクトス（フリップ）等で決定する。

### 出場人数
- 1チーム7人。※9人制もあり。
- 交代は得点が入ったときに何人でも何回でも自由に交代出来る。
  - 怪我人が出て交代した場合、交代した人数と同数まで相手チームも交代することが出来る。
- ミックスの場合、ウィメン（女子）が3人または4人以上出場すること。その決定権はオフェンス側チームにある。

### コート
- 大きさ：縦100m×横37m
  - 64m×37mのセントラルゾーンと、その両端にある18m×37mの2つのエンドゾーンから成る。
  - エンドゾーン：味方からのパスをこのゾーンの内部でキャッチすると1点となる。エンドゾーンは4つのコーンで示される。
  - 周囲のライン：ライン上はコートに含まれず、アウト・オブ・バウンズである。
  - ゴールライン：エンドゾーンとプレーイングゾーンの間のライン。ライン上はプレーイングゾーンに含まれる。
  - エンドライン：エンドゾーン奥のライン。コートに含まれない。
  - ブリックポイント：ブリックルールを採用したときにプレーが開始されるポイント。各ゴールラインから20 mのところに設けられる。

### ルール
- ディスクを持っているプレーヤー（スピーダー）は、キャッチの後速やかに止まり、フィールド内にピポォット位置を確定させなくてはならない。それ以上歩くとトラベルの反則となる。バスケットボールと同様、軸足を定めてピヴォットを踏む。
- スローワーは、ディスクを投げた後、自分以外のプレーヤーにディスクが触れるまで、ディスクに触れてはならない。触れた場合はダブルタッチの反則となる。
- スローワーは、マーカーにつかれてから10秒以内（マーカーがストールカウントをする）にディスクを放さなければならない。ストールアウトになった場合ターンオーバー (TO) となる。
- マーカーがストールカウントを出来るのは、スローワーから3m以内の位置にいる場合である。また、カウントし始めてからマーカーが代わった場合、カウントは0に戻される。

## 試合の流れ
1. 試合開始5分前に両チームの主将がフリッピングを行い、勝った方のチームがオフェンスかディフェンス、または陣地を選択し、決定する。
2. 両チームの選手がゴールラインに整列し、後攻のチームAが相手側に向かってスローイングすることでゲームスタート（スローオフ）。
オフェンス側チームが、スローオフをキャッチミスしたりして触れた後に地面に落としてしまった場合TOとなる。
3. 先攻のチームBがディスクを拾って攻める。
  1. ディスクをキャッチした位置か、静止した位置からプレーを開始する。
  2. コート外に直接落ちた場合、自陣ゴールライン中央から20m相手側に進んだところにあるブリックポイントから始めるブリック、ディスクが出た位置からゴールラインに平行に進み、両サイドラインの真ん中から始めるミドル、または相手チームの再スローのいずれかを攻撃側が選択し、ディスクを拾う前にコールする。
  3. コート内に落ちてから転がって外に出た場合、出たサイドライン上から始める。エンドゾーン内で出た場合はゴールライン上までディスクを運ぶことが出来る。
4. ディスクを持っているプレイヤーは、どの方向にもパスを投げることが出来るが、ピボット（軸足を決めてもう片方の足を動かすこと）によってディフェンスを交わし、パスをする。軸足が動いたり、軸足を変更したり、歩いてしまうとトラベリング。ディフェンスにマークされてから10カウントされるまでにディスクを放さなければならない。
5. 攻守の交代は、地面にディスクがついた場合、ディスクがフィールドから出た場合、ストーリングアウトの場合、相手チームの選手にキャッチされた場合などに起こる。
6. 相手エンドゾーン内にいる味方にパスを出せば得点となり、1点入る。
7. チームAが得点をしたら、エンドを変更し（得点したチームがそのままエンドゾーンに残る）、ゲーム開始時と同様に各陣ゴールラインに整列、チームAのスローイン、チームBのキャッチでBのオフェンスになる。このように繰り返して、時間または決められた得点によりゲームが決する。

### ターンオーバーが起こる場合
TO（ターンオーバー）とは攻守交替のことで、必ずしもプレーを止める必要はない。エンドゾーン内でTOが起こった場合は、その位置から最も近いゴールライン上までディスクを運び、再開する。
- オフェンス側のスローミス、あるいはディフェンス側のブロックにより、ディスクが地面に落ちた場合。この場合、オフェンス側はディスクが落ちた位置、ディスクが出たライン上から再開する。
- ディフェンス側がディスクをキャッチした場合。
- ディスクがフィールド外に落ちた場合、フィールド外のものに触れた場合、フィールド外にいるプレーヤーに触れた場合。
  - プレーヤーがフィールド内からジャンプしてキャッチし、フィールド外に着地する前にディスクを放した場合はインプレー。
- ストールアウトになった場合。

### プレーが止まる場合
- ファウルやヴァイオレーションが起こった場合（ダブルチームやファーストカウントの1回目のコールを除く）。
- タイムアウトやハーフタイム。
- インジャリーコールおよびスピリット・オブ・ザ・ゲーム (SOTG) タイムアウトがあった場合。
- 得点が入った場合。
- ファウルやヴァイオレーション、アウト・ノットコールなどに対するコンテストが起こった場合。

## ファウルとヴァイオレーション
アルティメットでは身体接触をファウルと呼び、その他の反則はヴァイオレーションと呼ぶ。セルフジャッジのため、各プレーヤーがルールをしっかりと覚えていなければならない。反則のコールに対して異議を唱えることをコンテストと言い、お互いのプレーヤーが納得できなければプレーを反則のコールが起こるひとつ前の段階に戻す、ワンバックというルールも存在する、非常に紳士的な競技であるため、スピリット・オブ・ザ・ゲームに則って行われなければならない。

### ファウル
ファウル
身体接触全般。チェック後、ディフェンス側のファウルの場合カウントは0から、オフェンスファウルの場合はファウル時のカウントから再開される。スロー時にディフェンスファウルをコールしても味方にパスが繋がった場合、プレーオンとコールすることによりプレーを止めずに続けることが出来る。
ストリップ
プレーヤーが所持しているディスクをはたいたり、あるいはプレーヤー自身に対するファウルをすることによりディスクを落としたり奪ったりする反則。カウントはファウルと同じ。
キャッチファウル
オフェンスのキャッチ時にディフェンスが起こすファウル。ファウルが起こらなければ確実にキャッチできたと予想される場合はキャッチが認められる。また、エンドゾーン内でキャッチングファウルが起きた場合、ファウルがあった地点から最も近いゴールライン上から再開される。キャッチできたと予想される場合は得点が認められる。
フォースアウトファウル
ディフェンス側がファウルによりオフェンスをコート外、あるいはエンドゾーン外に押し出す反則のこと。この場合キャッチはコート内でなされたものと認められ、エンドゾーンの場合は得点が認められる。

### バイオレーション
ピック
走路妨害の反則。故意かどうかに関わらず、相手の進路（5m以内）を横切ること。チェック後、コール時のカウントから再開。
トラベリング
ディスクを持った後に3歩歩いたり、持っているプレーヤーの軸足が浮いたり、ずれたりすること。また、両膝をついてスローするとトラベリング。カウントはピックと同じ。
ファストカウント
ストーリングカウントが早いと感じるときにコールする。プレーを止めずにカウントを2戻す。同じターンにもう一度同じ反則があった場合、チェック後カウント0からの再開となる。
ダブルチーム
ディスクを持っているプレーヤーの3m以内に2人以上相手チームのプレーヤーがいる状態。カウントはファストカウントと同じ。

## 用語

### 戦術
スタック
ポジショニングをすること、またはそのポジショニングをスタックと言う。縦に並んで左右のスペースを用いるヴァーティカルスタックと、横に2列並んで前後のスペースを用いるホライゾンタルスタックがある。
マンツーマンディフェンス
マンツーマンディフェンスは1人のオフェンスに対し、1人のディフェンスがつくディフェンス方法。
ゾーンディフェンス
ゾーンディフェンスはそれぞれのディフェンスが定められたゾーンを守るディフェンス方法。1-3-3、2-3-2が主流であり、それを変形させた3-3-1、3-2-2、4-2-1など様々なゾーンディフェンスが存在する。
クラム
マンツーマンとゾーンの中間と言えるディフェンス方法。定められたスペースに入ってきたオフェンスに対しマンツーマンでつく。2人を2人で見る2人クラムというように一部のメンバーだけで行うことも可能。
トランジション
1ターン内にディフェンススタイルを変更することにより相手の混乱を誘う作戦。ゾーンからマンツーマン、マンツーマンからゾーン、クラムからマンツーマンなどはしばしば用いられる。
フォースミドル
フォースミドル (FM) は相手のオフェンスを真ん中に寄せるようにするディフェンス方法。リスクは伴わないが、TOさせることもまた難しい。
フォースサイド・フォースバック
サイドスローあるいはバックスローのみを投げさせるようにするディフェンス方法。守りやすいが、リスクを伴う。

## ビーチアルティメット
ビーチアルティメット (beach ultimate) とは、その名の通り、ビーチで行うアルティメットのことであるが、ルールが若干異なる。

### ルール
- 各チーム5人からなる2チームの対戦が行われる。ミックスで行われ、オープンが3人かレディースが3人かはオフェンス側に決定権がある。
- コートは5対5で行われるため、通常のコートより小さく設定される。
- ブリックポイントは設けられず、ブリックを採用した場合はゴールラインの真ん中から再開される。

## 主な国際大会
4年に1度開催される国際的なトップアスリートによる総合競技大会、ワールドゲームズで競技フライングディスクの種目となっている。男女混合 (mixy) 部門形式にて実施される。
また、その前年に世界選手権が行われており、ワールドゲームズの予選も兼ねている。2012年の世界選手権は7月7日-14日まで堺市で行われた。また、2020年7月11日-18日まで、イギリス・ロンドンにて実施が計画されていた。

### 主催世界フライングディスク連盟
- 世界アルティメット&ガッツ選手権大会
- 世界マスターズアルティメット選手権大会 （2018年に初開催）
- 世界ジュニア (U20) アルティメット選手権大会 （2年に1回）
- 世界U-24アルティメット選手権大会 （2年に1回）
- アジア・オセアニアビーチアルティメット選手権大会 （2年に1回。2019年の第1回大会を和歌山県白浜町で開催）
- アジア・オセアニアビアルティメット選手権大会 （2年に1回）
- 世界アルティメットクラブチーム選手権大会 （4年に1回）

### 主催国際ワールドゲームズ協会
- ワールドゲームズ （4年に1回。第11回大会ワールドゲームズ2022は変則的に2022年開催）

## 主な日本の大会

### 主催日本フライングディスク協会
- 全日本アルティメット選手権大会（6月、10月）
- 全日本ビーチアルティメット選手権大会〜メン、ウィメン部門〜（6月）※2020年度新設
- 全日本大学アルティメット選手権大会 （9月）
- 全国ユースアルティメット選手権大会 （9月）
- アルティメットクラブチームチャンピオンズリーグ（10月） ※2020年度廃止
- JAPAN ULTIMATE OPEN 2020（10月） ※2020年度新設
- U-23アルティメット地区選抜対抗戦 （11月）
- 全日本ミックスアルティメット選手権大会 （11月、12月）
- 全日本U21アルティメット選手権大会（旧:全日本大学新人アルティメット選手権大会） （11月、12月）
- 全日本マスターズアルティメット選手権大会 （12月）
- 全日本ビーチアルティメット選手権大会〜ミックス部門〜（2月）
- 全日本大学ミックスアルティメット選手権大会 （3月）※2020年度新設

### 主催東京都フライングディスク協会
- 東日本アルティメットフレッシュマンズカップ （3月）
- 関東大学新人アルティメット大会 （6月）

### 主催株式会社クラブジュニア
- CLUB Jr. Invitational Ultimate Tournament （5月）
- 菅平ミックスアルティメット選手権 （6月）
- DISCRAFT ULTIMATE OPEN （6月）
- Ultimate Next Generations Cup（6月、7月）
- GAIA ULTIMATE CUP （11月）
- VC ULTIMATE MIXED CHAMPIONSHIP（12月）
- Boonヤングスターカップ （1月）
- クラブジュニア・アルティメットドリームカップ（3月）

### 主催有限会社ディスクスポーツ
- 熊本ビーチアルティメット（4月）
- 熊本オープン・アルティメット（4月）
- 中四国オープン・アルティメット（5月）
- 鹿児島5on5 アルティメット（5月）
- 福岡オープン（7月）
- 山口5on5アルティメット大会（8月）
- 香川5on5アルティメット大会（9月 )
- くまもとビーチアルティメット（9月）
- 鳥取アルティメット×BBQ（10月）
- チャレンジカップ（11月）
- DSカップアルティメット（11月）

### 主催関西テレビ放送
- 8DX関東大会〜ミックス部門〜 （1月）
- 8DX中部大会〜ミックス部門〜 （1月）
- 8DX関西大会〜ミックス部門〜 （1月）
- 8DX九州大会〜ミックス部門〜 （1月）
- 8DX CUP〜全国都道府県代表王者決定戦〜（2月）

## 関連人物
- 師岡文男

日本フライングディスク協会会長。上智大学教授。
- 新井貴子

2012年「ミス日本グランプリ」受賞者。同氏も2010年に全日本学生アルティメット大会に出場し、準優勝を果たした実績を持ち、2012年「世界アルティメット&ガッツ選手権大会」（堺市）PR大使に就任。